# Iglesia de San Miguel (El Castellvell)
La iglesia de San Miguel es un edificio situado en la entidad de población española de El Castellvell, en la provincia de Lérida.

## Descripción
El edificio, en ruinas, se encuentra en la entidad de población española de El Castellvell, del municipio de Olíus, perteneciente a la provincia de Lérida, en la comunidad autónoma de Cataluña. Se menciona como iglesia parroquial del lugar en el sexto volumen del Diccionario geográfico-estadístico-histórico de España y sus posesiones de Ultramar de Pascual Madoz, donde aparece descrita con las siguientes palabras:

La igl. parr. de este pueblo bajo la advocacion de San Miguel, la sirve un cura párroco de primer ascenso, de nombramiento ordinario en concurso general; pero no se celebran en ella los divinos oficios por estar metida dentro del mencionado cast.: no obstante esto tiene de aneja la de San Salvador de Brichs, dist. 1 y 1/2 hora de la matriz. Ademas, en un sitio algo elevado llamado la Cruz en direccion al O., se halla una capilla bajo la advocacion de Santo Domingo.
(Madoz, 1847, p. 165)